# فهرست کشورها بر پایه صادرات سنگ آهن
در زیر فهرستی از کشورها بر پایه صادرات سنگ‌آهن آمده‌است. این داده‌ها در سال‌های ۲۰۱۲ و ۲۰۱۶ بر مبنای میلیون دلار آمریکا مرتب شده‌است که از سوی رصدخانه پیچیدگی اقتصادی منتشر شده‌است.
در زیر ۲۰ کشور برتر فهرست شده‌اند.
| #  | کشور                | ارزش در سال ۲۰۱۲ | ارزش در سال ۲۰۱۶ |
| -- | ------------------- | ---------------- | ---------------- |
| ۱  | استرالیا            | ۵۴٬۳۹۷           | ۳۸٬۱۰۱           |
| ۲  | برزیل               | ۳۲٬۷۳۸           | ۱۴٬۱۱۰           |
| ۳  | آفریقای جنوبی       | ۵٬۵۸۰            | ۴٬۱۸۹            |
| ۴  | کانادا              | ۴٬۵۶۹            | ۲٬۶۵۶            |
| ۵  | اوکراین             | ۳٬۱۷۰            | ۱٬۹۲۹            |
| ۶  | سوئد                | ۳٬۰۷۶            | ۱٬۶۶۴            |
| ۷  | هند                 | ۳٬۲۱۲            | ۱٬۰۴۷            |
| ۸  | موریتانی            | ۱٬۵۸۳            | ۹۸۳              |
| ۹  | روسیه               | ۲٬۸۱۳            | ۹۲۰              |
| ۱۰ | شیلی                | ۱٬۳۸۹            | ۸۳۲              |
| ۱۱ | ایران               | ۱٬۴۹۹            | ۷۱۱              |
| ۱۲ | ایالات متحده آمریکا | ۱٬۵۳۴            | ۵۶۰              |
| ۱۳ | عمان                | ۵۴۷              | ۴۸۴              |
| ۱۴ | مالزی               | ۵۱۶              | ۴۷۵              |
| ۱۵ | قزاقستان            | ۲٬۳۶۲            | ۳۸۵              |
| ۱۶ | پرو                 | ۸۸۹              | ۳۶۸              |
| ۱۷ | بحرین               | ۲۷۳              | ۳۶۳              |
| ۱۸ | ونزوئلا             | ۷۳۰              | ۳۰۲              |
| ۱۹ | مغولستان            | ۵۱۴              | ۲۳۵              |
| ۲۰ | سیرالئون            | ۳۷۶              | ۱۴۲              |